# Intel 8253

Pinbelegung des 8253

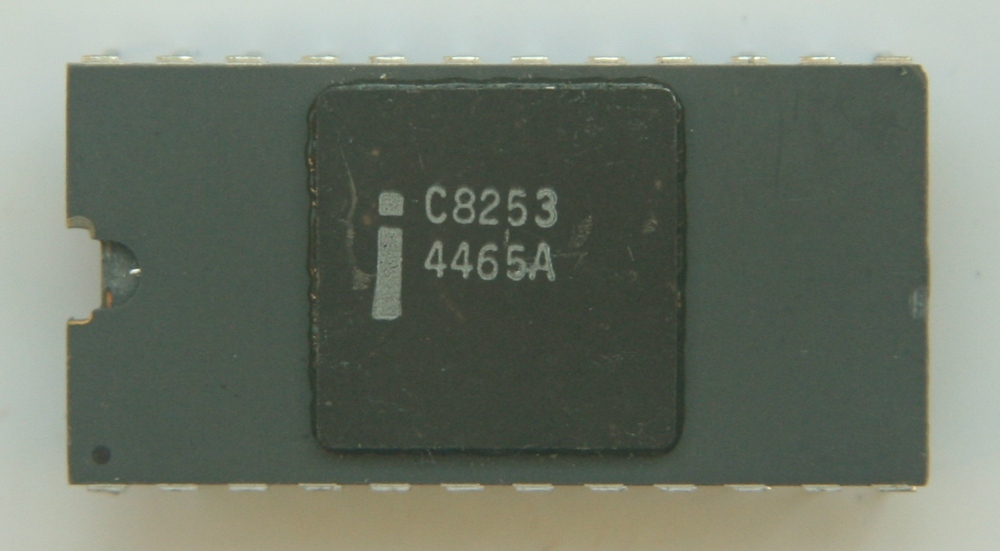
Intel C8253

Blockdiagramm des 8253

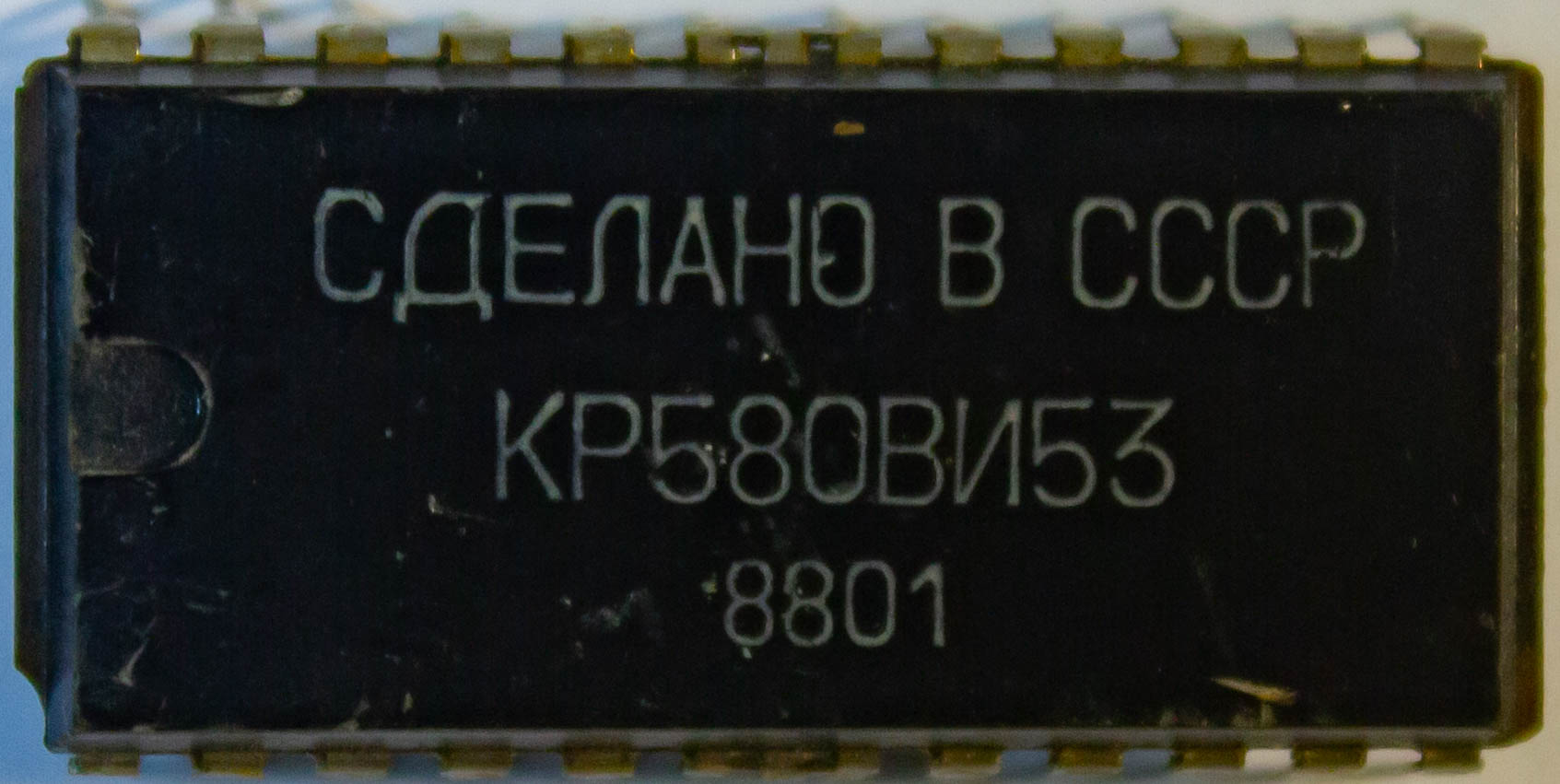
Äquivalenter Schaltkreis KR580WI53 aus sowjetischer Produktion (hergestellt 1988)

Der Intel 8253 ist ein programmierbarer Zähler-/Zeitgeber-Baustein (Programmable Interval Timer, PIT), der primär für den Intel-8080/8085-Prozessor entwickelt wurde. Später wurde der Chip auch zusammen mit dem Intel 8086/8088 und seinen Nachfolgern eingesetzt. Der Baustein wird hauptsächlich im 24-Pin-DIL-Gehäuse geliefert. Er wurde u. a. an Mitsubishi Electric, National Semiconductor, NEC und Siemens lizenziert. Er wird seit den ersten PCs (IBM-PC und IBM-PC XT) eingesetzt. Der 8254 als eine leicht verbesserte Version wurde im IBM PC AT eingesetzt.

## Eigenschaften
Der 8253 enthält drei voneinander unabhängig arbeitende 16-Bit-Zähler, die bis zu einer Zählfrequenz von 2 MHz arbeiten. Die verschiedenen Betriebsarten sind über die Software des Mikrocomputersystems einstellbar.
Der dritte Zähler wurde beim IBM PC für die Tonerzeugung über den PC Speaker verwendet.